# Juan Carlos Romero (músico)
Juan Carlos Romero (n. Huelva, 18 de agosto de 1964) es un guitarrista flamenco español, compositor e intérprete.

## Biografía
Se inicia a la edad de 8 años de la mano de su padre, gran aficionado a la guitarra, con diez años comienza a tomar lecciones del que considera su primer gran maestro, Miguel “El tomate de Almería”, iniciador de una importante saga de guitarristas como su propio hijo "El niño Miguel” , o su nieto “Tomatito”. Comienza sus primeros contactos con el acompañamiento al cante y al baile en la escuela de Matilde Coral y Rafael “El Negro”, y posteriormente con Manolo Marín y “El Mimbre”.
Su guitarra arropa el cante de primeras figuras del flamenco como José Mercé, El Turronero, Chano Lobato, Paco Toronjo, Boquerón, etc. Poco después, consigue ser Premio Nacional de Guitarra en el prestigioso concurso de Jerez de la Frontera, en su modalidad de concierto. Es solicitada su colaboración por parte del maestro Manolo Sanlúcar, con quien recorre el mundo ofreciendo conciertos en las salas y teatros de mayor relevancia en el panorama musical, así como la incorporación en los trabajos discográficos del sanluqueño; con obras para guitarra y orquesta como “Solea” o “Medea”, que fueron compuestas para el Ballet Nacional de España. Esta importante y fructífera etapa es clave para la maduración y solidez de su personalidad artística cada día más exigente. 
En 1992, con ocasión de la Exposición Universal de Sevilla, participa en la obra “La Gallarda”, de Rafael Alberti, como primera guitarra de la misma, junto a voces y actores como Montserrat Caballé, Ana Belén, José Sacristán, la coreografía de José Antonio y la Orquesta Sinfónica de Canarias. Es requerida su actuación en la banda sonora y posterior rodaje de las películas dirigidas por Carlos Saura, “Sevillanas” y “Flamenco”, junto a una extensa nómina de los más importantes artistas del cante, el baile y la guitarra.
La Bienal de Sevilla de 1994 acoge el estreno de la obra “A oscuras”, que con gran éxito se estrena en el Teatro de la Maestranza, destacando su participación junto a figuras como Enrique Morente y Esperanza Fernández. Comparte escenario con la cantaora Carmen Linares en la gira que emprenden por toda España con la obra “La Parrala”. Sus composiciones son demandadas e interpretadas por artistas tan significativos como Rocío Jurado, Enrique Morente, Carmen Linares o El Pele, con quienes además graba y produce algunos de sus discos y muchas de sus numerosísimas apariciones televisivas, tanto a escala nacional como internacional.En 1997 lanza al mercado “Azulejo”, título de su primer trabajo discográfico en solitario, con el que obtiene el reconocimiento del público y la crítica especializada a su labor como concertista y compositor.
Sus conciertos en muchos de los mejores teatros españoles y europeos son el mejor aval al trabajo realizado. En el año 1998 y en la X Bienal de Arte Flamenco de Sevilla, se presenta con “Abanao” espectáculo creado y dirigido por él, añadiendo a sus composiciones para guitarra, el baile de Eva “La Yerbabuena” y los cantes interpretados por El Pele y la Susi. Una entusiasta respuesta del público así como las elogiosas críticas aparecidas en los distintos medios de comunicación, rubricaron el éxito que dicho espectáculo obtuvo. En el mes de enero de 1999 fue la Compañía Andaluza de Danza, la que eligió su música para el estreno del espectáculo titulado “Un ramito de locura”, cuya coreografía corrió a cargo del bailaor Javier Barón. En 2000 interviene componiendo y tocando para Carmen Linares en la producción del Teatro de la Maestranza de Sevilla “La luz, el júbilo y la melancolía” En 2001 compone, toca y produce el disco del cantaor Arcángel, para la Compañía Yerbabuena (Virgin), y realiza con él la gira de ese mismo año.
En 2002 y en la XII Bienal de Arte Flamenco de Sevilla se presenta en el Teatro Lope de Vega con el espectáculo “Ritmo Jondo” con la orquesta de “Las Arts” y Big Band, haciendo composiciones flamencas con tratamiento sinfónico y acompañamiento de metales. En esa misma Bienal se presenta la obra de Cervantes “Rinconete y Cortadillo” coreografiada por Javier Latorre y cuya composición musical corrió a cargo de Juan Carlos Romero y el músico contemporáneo Mauricio Sotelo este ballet fue premiado en dicha Bienal y el trabajo musical ampliamente reconocido.
En 2003 colabora en el disco que lleva por título “Territorio flamenco” junto a las cantaoras Carmen Linares y Estrella Morente. En ese mismo año inicia la grabación de su segundo disco en solitario, ya a la venta, que lleva por título “Romero”, y que cuenta con la colaboración de artistas como Eva “La Yerbabuena” o Estrella Morente.
En 2004 inicia una gira por los teatros de Andalucía con la colaboración de Miguel Poveda al cante y Rafael Campallo al baile, en enero de 2005 recibe el Premio de la Crítica en España correspondiente a 2004. Por encargo de la Agencia para el Desarrollo del Flamenco crea el espectáculo “El eterno retorno” para la bailaora Rocío Molina que se estrenó en Málaga. Su nuevo espectáculo, en el que la guitarra flamenca despliega posibilidades escénicas hasta ahora inexploradas, es una obra que lleva por título “Suena a Romero” y que se estrenó en Sevilla en la Bienal de Flamenco y con la que se va de gira.
También en la Bienal de flamenco en septiembre de 2006 se presentó el último trabajo de Miguel Poveda “Tierra de calma” del que Romero es productor y compositor de la mayoría de la música y letras, siendo nominado a los Premios de la música 2007 como mejor álbum de flamenco por este trabajo.
En la Bienal de Sevilla de Flamenco 2008 se estrenó el espectáculo “Raíces y Alas”, homenaje a Juan Ramón Jiménez, cantado por Carmen Linares y con guitarra, composición y dirección artística de Juan Carlos Romero. Por este trabajo recibe el “Giraldillo al toque” concedido por la Bienal, Premio de la prensa “Mario Maya” a la mejor obra musical concedido por los periodistas y críticos flamencos, Premio Nacional de la Crítica 2008 y el Premio de la Academia de la Música , como compositor, al mejor álbum de flamenco. Ha participado en la última película del director Carlos Saura “Flamenco, flamenco” con una versión del tema de su anterior disco “Romero” titulado “El tiempo” y le ha sido concedido el Giraldillo de la XV Bienal de Flamenco de Sevilla siendo a su vez designado por la crítica como el causante del mejor concierto de la Bienal.
En 2010 estrena, también en la Bienal de Flamenco, su último trabajo “Agua encendida” con el que vuelve a la esencia del Flamenco y cuenta con varios artistas como José Mercé, La Susi y José Valencia, con este disco recibe por segunda vez el premio Giraldillo al toque y el Premio Nacional de la Crítica.

## Discografía en Solitario
- "Arias Impuras" (2022) Con la colaboración en voz de Pasión Vega y Rocío Márquez
- "Paseo de los cipreses" (2015) con un tema compuesto por niño Miguel.
- Agua Encendida (2010). Con este disco vuelve a la esencia del flamenco y cuenta con varios artistas como José Mercé, La Susi y José Valencia. Este disco le ha servido para recibir por 2ª vez el Premio Giraldillo al toque, y el Premio Nacional de la Crítica.

- Romero (2004). Segundo trabajo discográfico en solitario. Un paseo por las aromáticas tierras del Sur, en compañía de su guitarra y de algunas de las mayores figuras del flamenco contemporáneo, como son Enrique Morente, Carmen Linares, Diego Carrasco, Manuel Solé y Enrique el Extremeño.

- Azulejo (1997). Primer trabajo discográfico en solitario; con él obtiene el reconocimiento del público y la crítica especializada a su labor como concertista y compositor. Nuevo trabajo de Juan Carlos Romero en el que vuelve a la esencia del Flamenco y colaboran Enrique Morente, Carmen Linares, Diego Carrasco, Enrique El Extremeño y Manuel Solé.

## Composiciones para otros artistas
- Con Carmen Linares: “Raíces y Alas” Homenaje a Juan Ramón Jiménez
  - Música, Producción y Guitarra.
- Manuel Moreno Maya “El Pele”: “Avante Claro”
  - Composición y Guitarra
- Rocío Jurado: Colaboración como Compositor y Guitarra en la película “La Lola se va a los puertos”
- Miguel Poveda: “Tierra de calma”. Compositor, Productor y Guitarra
- Enrique Morente: Composición y Guitarra en el disco “Morente Lorca”
- Arcángel: Compositor, Producción y Guitarra

## Colaboraciones
- Carlos Saura: película “Flamenco, flamenco”. Con una versión del tema de su anterior disco “Romero” titulado “El tiempo”.
- Carlos Saura: película “Sevillanas”. Colaboración en la película del director Carlos Saura
- Carlos Saura: película “Flamenco”. Colaboración en la película Flamenco de Carlos Saura
- Carlos Saura: película “Fados”. Guitarra y arreglos musicales en la película de Carlos Saura, con Miguel Poveda
- Territorio flamenco: Guitarra con Estrella Morente, Carmen Linares y Racampino
- Homenaje a Don Juan Valderrama: Guitarra (Con varios artistas)
- Joan Manuel Serrat: Guitarra y arreglos musicales para el disco “Serrat eres único”
- José Mercé: Colaboración con José Mercé en su disco “Ruido”
- Manolo Sanlúcar: Colaboración en la obra Sinfónica “Soleá”
- Niña Pastori: “Eres Luz”. Guitarra
- Mayte Martín: “Querencia”. Guitarra
- La Susi: “Agua de mayo”. Guitarra
- El Pele: Colaboración en su último disco “8 guitarras… y una voz”

## Webs oficiales
- Página web oficial del guitarrista flamenco Juan Carlos Romero
- Página de Fanes en Facebook
- Canal YouTube Juan Carlos Romero. Romero Guitarra